# Майорець Анатолій Іванович
Анато́лій Іва́нович Майо́рець (9 липня 1929, село Семенів, нині Шепетівського району Хмельницької області — 29 травня 2016, місто Москва) — радянський державний діяч. Міністр електротехнічної промисловості СРСР (1980—1985), міністр енергетики і електрифікації СРСР (1985—1989). Кандидат у члени ЦК КПРС у 1981—1986 роках. Член ЦК КПРС у 1986—1990 роках. Депутат Верховної Ради СРСР 10—11-го скликань.

## Біографія
Народився в селянській родині. У 1946—1950 роках навчався в Кам'янець-Подільському індустріальному технікумі (нині Кам'янець-Подільський індустріальний коледж) за спеціальністю «Електрообладнання промислових підприємств».
1950 року, після закінчення технікуму, працював механіком елеваторної бази. У 1950—1953 роках перебував на службі в Радянській армії.
Від 1953 року працював на Запорізькому трансформаторному заводі: електромонтер, старший майстер, начальник цеху, із 1962 по 1965 рік — директор заводу.
Член КПРС з 1957 року.
1962 року закінчив вечірнє відділення Запорізького машинобудівного інституту (нині Запорізький національний технічний університет).
Від жовтня 1965 року — заступник міністра, від 1974 року — перший заступник міністра, від 19 грудня 1980 по 22 березня 1985 року — міністр електротехнічної промисловості СРСР, від 22 березня 1985 по 7 червня 1989 року — міністр енергетики і електрифікації СРСР.
Від червня 1989 року — персональний пенсіонер союзного значення в місті Москві.
Помер 29 травня 2016 року. Похований на Троєкуровському цвинтарі Москви.

## Нагороди та премії
- Орден Леніна
- Орден Жовтневої Революції
- два ордени Трудового Червоного Прапора
- Державна премія СРСР (1978)